# Tenon (instrument)
Pour les articles homonymes, voir Tenon (homonymie).
Un tenon est l'extrémité d'une partie du corps d'un instrument à vent de la famille des bois servant à réaliser un emboîtement avec une autre partie. C'est la solution adoptée par les « tourneurs » d'instruments en bois (arbre fruitier, buis, ébène...) pour faciliter le démontage et le transport d'un instrument, et également pour faciliter le tournage et la fabrication d'un instrument muni d'un pavillon amovible d'un diamètre supérieur à celui du reste du corps. 

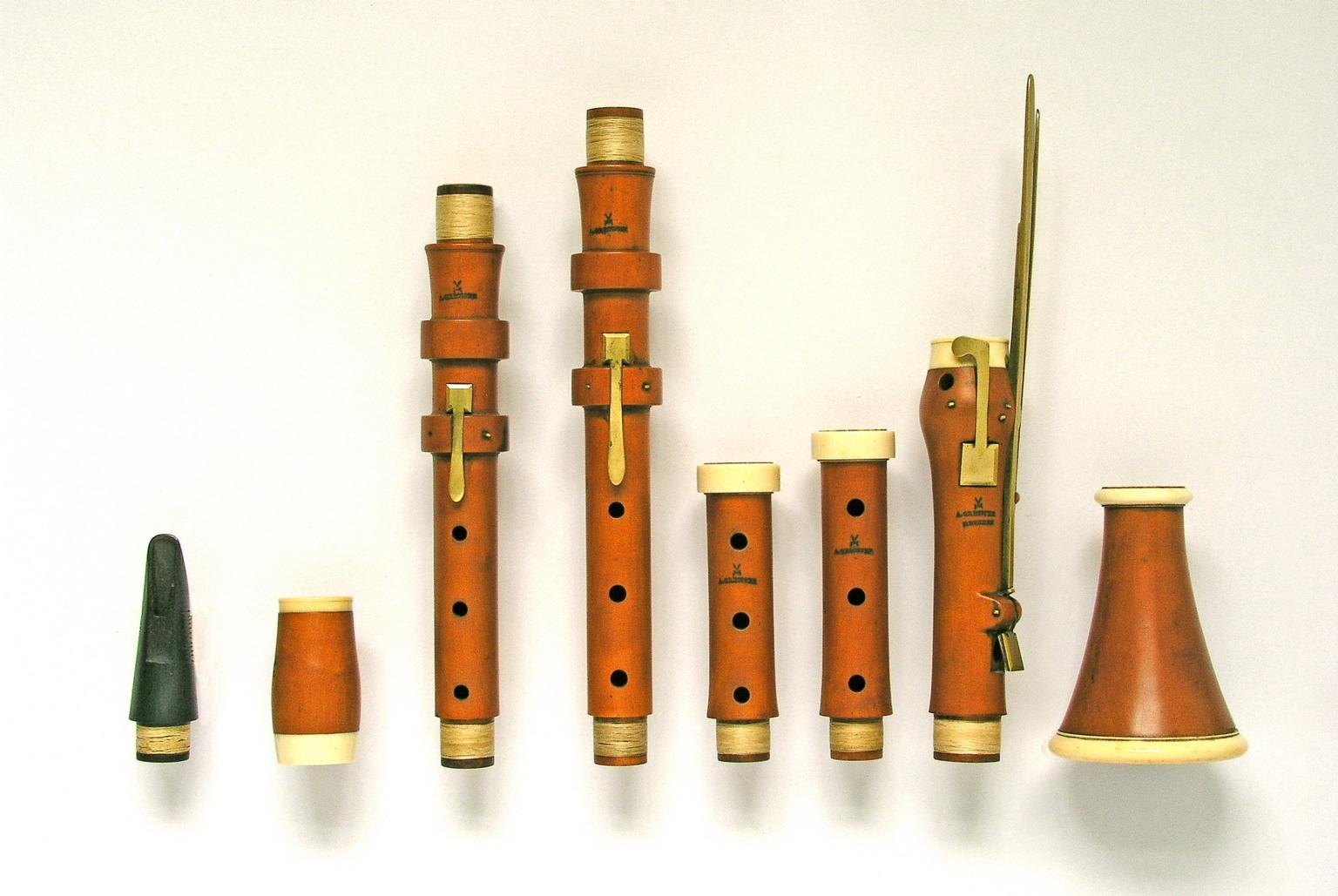
Clarinette avec corps de rechange démontés montrant les différents tenons avec du fil ciré, en si bémol et la, August Grenser (Dresde, ca. 1790)

La rigidité est assurée par la précision mécanique de l'emboîtement à « frottement doux » et est associée à un épaulement pour éviter les porte-à-faux de l'emboîtement.

« L'instrument, ou plus exactement le fragment d'instrument, car même une petite flûte est toujours divisée en deux pièces, une grande en trois ou quatre, un hautbois en trois, etc., donc, le fragment d'instrument tourné extérieurement était fixé sur le tour en face d'une mèche ou tarière en acier nommée perce, qui transperçait la pièce dans sa longueur et
assurait ainsi la régularité toute relative de la perce, mais toujours sans précision absolue.
Chaque fragment était et est encore relié et fixé au fragment suivant par une sorte de tenon ménagé dans le bout inférieur du corps supérieur, et qui, garni de fil ou de filasse autrefois, presque toujours maintenant de liège, entre avec une pression suffisante pour en assurer la solidité dans une sorte de douille creusée dans l'épaisseur du bois au bout supérieur du fragment inférieur.
Les divers fragments d'un instrument étant ainsi préparés, l'ouvrier feseur, faiseur, ou facteur, suivant l'orthographe ou le terme de l'époque, régularisait la perce de l'instrument, donnait la conicité voulue au moyen de diverses perces à main, et, c'est dans cette opération et dans les suivantes, que se révélait l'habileté du maître ouvrier. »

— Albert Lavignac  (1846-1916), Encyclopédie de la musique et dictionnaire du conservatoire.  Deuxième partie, Technique, esthétique, pédagogie. Technique instrumentale (1927), p.1475

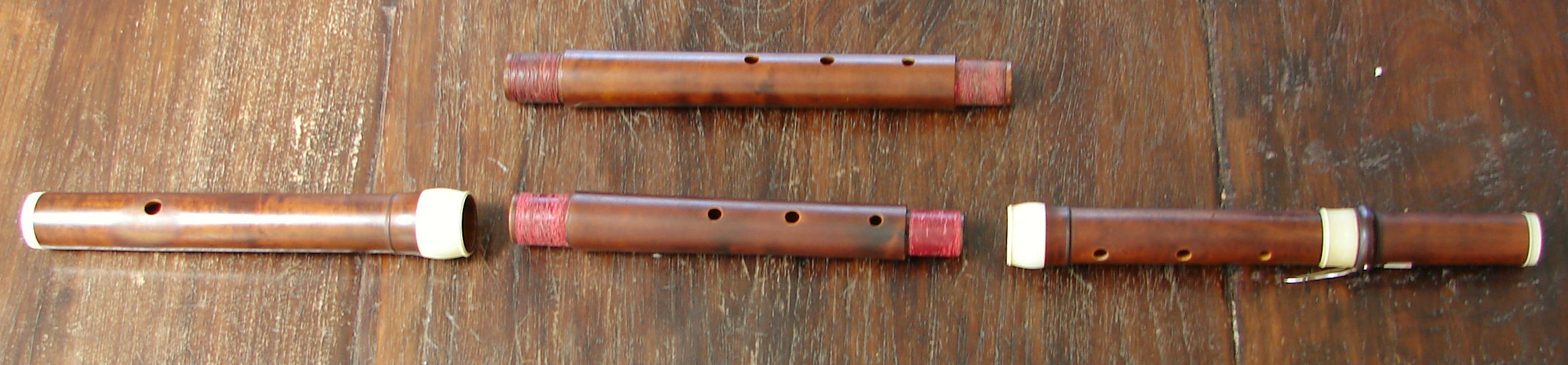
Tenons avec enroulement de fil d'un traverso démonté avec corps de rechange.

L'étanchéité de l'emboîtement est réalisé soit par un enroulement de fil maintenu par de la cire (solution historique), soit par une bandelette de liège collée dans la gorge nervurée du tenon.  Auparavant depuis le XVIe siècle, les tenons d'instruments à vent étaient recouverts de fil, généralement ciré, et les chalumeaux et les clarinettes ont reçu ces mêmes techniques. À partir de 1840, le fil est remplacé par un morceau de liège graissé pour fixer les parties de clarinettes en France tandis que les allemands préféraient garder le fil. 

Usinage du liège d'un tenon de clarinette au tour.

Contrairement au bec de saxophone, le bec de la clarinette est également doté d'un tenon qui rentre dans le barillet et facilite son accordage. 
L'extrémité du tenon peut être renforcée par une bague métallique.
Le bocal en métal d'un saxophone ou d'une grande clarinette est également dotée d'un tenon d'emboîtement (généralement lisse et sans liège) avec le reste du corps de l'instrument.

## Protège-tenon
Certains facteurs proposent des protège-tenons pour le transport.

## Manipulation
Les tenons de hautbois s'avérent extrêmement fragiles de fait de leur faible épaisseur par rapport à ceux de clarinette. L'opération d'emboitement doit être réalisée avec délicatesse. L'instrument doit être démonté et séché après utilisation pour éviter l'accumulation d'humidité dans le joint qui provoque le gonflement du bois et la création de fissure. 
Les tenons réalisés dans les matériaux composites (Green Line...) sont également peu résistants aux chocs par rapport à ceux en bois.